# Treppenstein

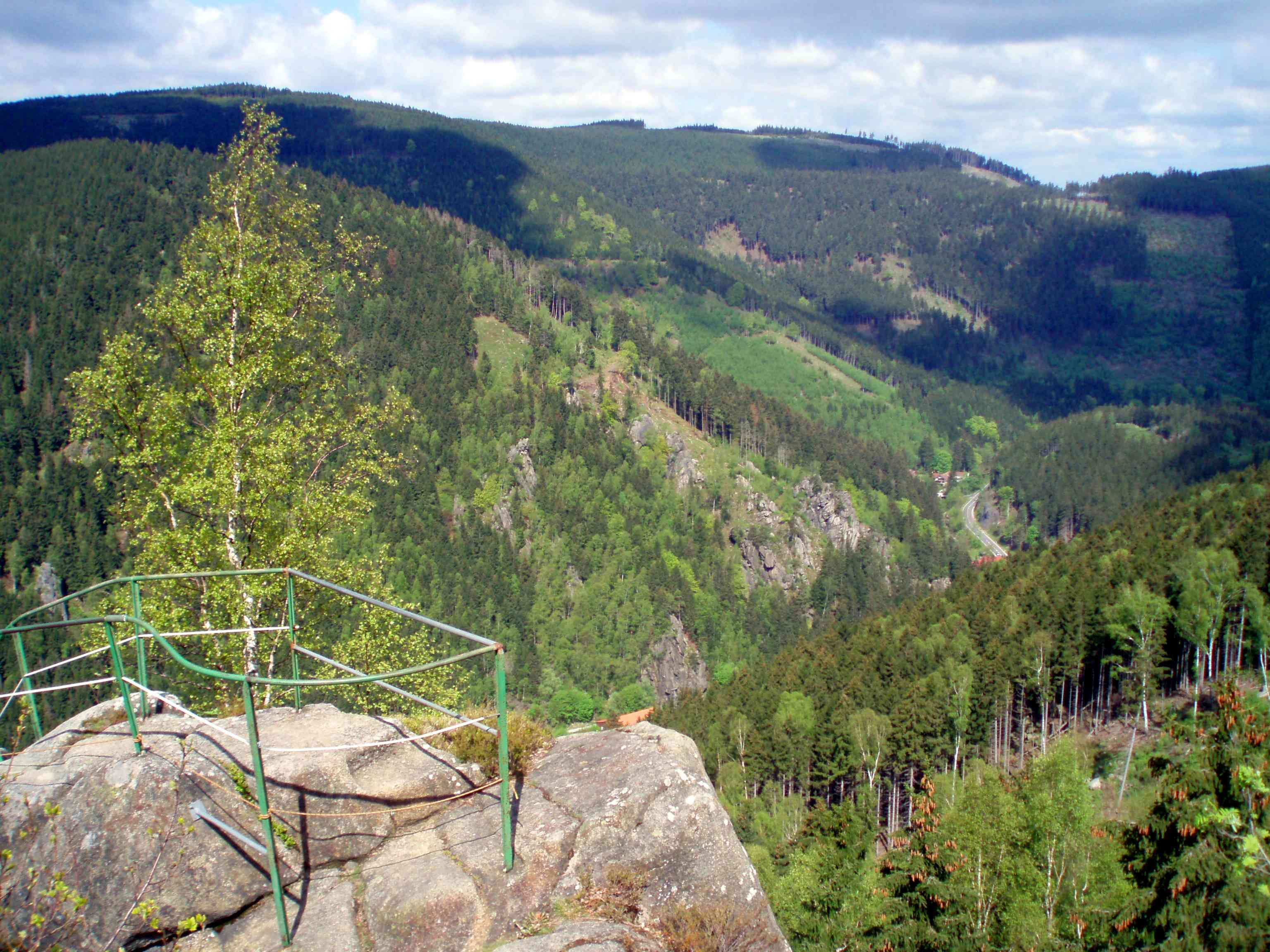
Blick vom Treppenstein in Richtung Nordnordwesten in das Okertal mit B 498

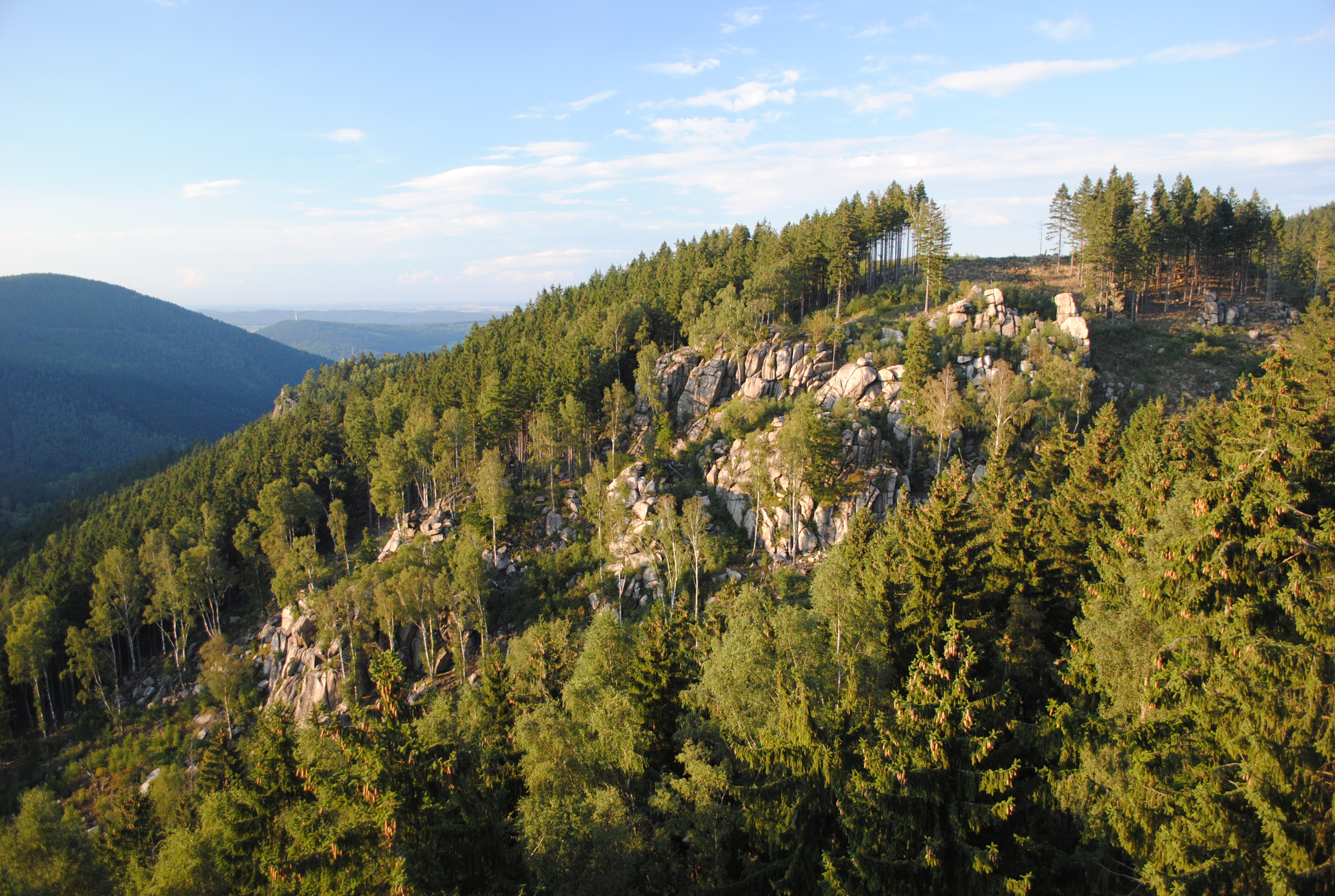
Blick vom Treppenstein nach Norden vorbei an den Studentenklippen zum Sudmerberg beim Goslarer Stadtteil Oker und zum Nördlichen Harzvorland

Der Treppenstein im gemeindefreien Gebiet Harz des niedersächsischen Landkreises Goslar ist eine langgestreckte Felsformation auf dem Huthberg nahe Romkerhalle im Harz. Seine Felsen bestehen aus Granit und weisen deutliche Wollsackverwitterungen auf. Der obere Teil der Formation heißt Großer Treppenstein.

## Geographie

### Lage
Der Treppenstein liegt im Naturpark Harz abwärts entlang der Oker betrachtet zwischen den Ortschaften Schulenberg im Südwesten und Oker im Norden etwa 1,5 km (Luftlinie) nordnordöstlich des am Fluss auf etwa 355 m Höhe gelegenen Hotel- und Restaurant-Anwesens Romkerhalle. Er befindet sich auf dem Nordwesthang des bewaldeten Huthbergs (604,8 m), der zum tief eingeschnittenen Tal der Oker abfällt. Der Berggipfel im Bereich der Kästeklippen liegt rund 450 m südsüdöstlich vom Großen Treppenstein. Nördlich vorbei zieht sich das Tränketal, durch das der kleine (Bach vom) Jägerborn westwärts der Oker zufließt.

### Höhenlage
Der langgestreckte Treppenstein verläuft auf dem Nordwesthang des Huthbergs von etwa 480 m Höhe in Richtung Westnordwesten bis auf rund 350 m Höhe hinab in das Okertal. Seine höchste Stelle wird auch mit etwa 511 m ü. NHN angegeben. Die 500-m-Höhenlinie ist in topographischen Karten, in denen die Felsformation eingetragen ist, jedoch deutlich weiter oberhalb des Großen Treppensteins eingezeichnet.

## Befestigungsanlagen
Es sind keine Schriftquellen bekannt, die sich auf die Burganlage auf dem Treppenstein beziehen ließen. Der alternative Name "Trappenstein" bezieht sich auf eine sogenannte "Trappe", eine schüsselförmige Mulde auf dem Berggipfel. Die Errichtung der Burg steht möglicherweise im Zusammenhang mit der Erzverhüttung im östlich benachbarten Kleinen Güntherstal. Sie kann durch Lesefunde von Keramik in das 13./14. Jahrhundert datiert werden.
Der Ostteil der Felsklippe ist auf 37 m Länge und 8–14 m Breite zum Burgplatz hergerichtet worden. Der Zugang erfolgt südlich an der Burg vorbei über ein natürliches Felsband. Am Südostfuß der Granitklippe verläuft ein ca. 10 m langer, aufgeschütteter Sperrwall aus ortsfremdem Gestein, der möglicherweise das Überbleibsel einer verstürzten Mauer darstellt. Dahinter befindet sich eine Art Vorhof, der ca. 15 m unterhalb der Gipfelklippe liegt. Vom Felsband aus führen eingehauene Stufen zur höchsten Plattform. Die Bearbeitungsspuren im Felsen wie Balkenlager, Falze für Schwellen und Treppenstufen lassen sich in kein sinnvolles System bringen. Die Stufen sind bei der Erschließung der Anlage 1863 teilweise erweitert bzw. neu angelegt worden. Mauerwerk oder Mörtelreste sind nicht erkennbar, dafür sind die natürlichen Querklüfte mit Schieferbrocken verfüllt.
40 m östlich der Klippe wurde erst 1989 ein von der Forststraße teilweise verdeckter Halsgraben entdeckt. Dieser ist heute noch 1,5 m tief und 4 m breit. Zum Teil ist sie noch 5 m tief und bis zu 10 m breit.

### Tränkestein
Etwa 500 m oberhalb des Treppensteins liegt die kleine, vermutlich mittelalterliche Abschnittsbefestigung Tränkestein. Dabei handelt es sich um ein 50 m langes Wall-Grabensystem. Der Graben ist noch 1,5 m tief und der Wall noch etwa 1 m hoch. Erhalten ist noch ein 50 m langer Abschnitt einer Wall-Graben-Anlage. Der Wall ist 3 m breit und nur noch weniger als 1 m hoch erhalten. Der Graben ist noch 3–4 m breit und bis zu 1,5 m tief.  Die Felsklippe des Tränkesteins steigt im Osten nur relativ sanft an, fällt aber auf den übrigen Seiten steil ab. Eine Bebauung ist aufgrund der guten Zugänglichkeit zu einer Seite hin und der relativ ebenen, stufenförmig ansteigenden Oberfläche zu vermuten, eventuell vorhandene Spuren sind aber aufgrund starken Moosbewuchses nicht erkennbar.

## Wandern und Klettern
Der Treppenstein ist beliebtes Wanderziel und als Nr. 117 in das System der Stempelstellen der Harzer Wandernadel einbezogen. Vom über Felstreppenstufen zu erreichenden Gipfel des Großen Treppensteins hat man Ausblick besonders über das westlich gelegene Okertal, aber auch nach Norden entlang dem Flusstal zum Sudmerberg, auf dem ein Sendeturm zu erkennen ist. Der Wanderweg vom Romkerhaller Wasserfall zu den Kästeklippen führt vorbei.
Darüber hinaus wird die Formation zum Klettern genutzt. Die Routen hier weisen Schwierigkeiten bis zum IX. Grad (UIAA) auf.
Uralte, in den Fels gehauene Treppenstufen lassen darauf schließen, dass der Treppenstein auch früher von Menschen bestiegen wurde.